# Приморський
Примо́рський або Хафу́з (крим. Hafuz) — селище в Україні, у складі Феодосійського району Автономної Республіки Крим.

## Географія
Розташоване в південно-східній частині Кримського півострова, на березі затоки, за близько 14 км від Феодосії (автошлях E97 із яким збігається М17) і за 124 км від Сімферополя. Через селище проходить автомагістраль загальнодержавного значення Новоросійськ—Сімферополь, яка пов'язує селище зі всіма великими містами та селищами півострова, а також з містами за його межами.

## Історія

### Назва
У перекладі з кримської мови слово хафуз (крим. hafuz) означає хранитель або той/та, хто знає Коран напам'ять.
Сучасна назва з 1952 року, походить від російського слова пріморскі (рос. приморский – приморський), що вказує на прибережне розташування містечка.

### Заснування
У 1938 році поблизу сіл Дальні Комиші (крим. Uzaq Qamış) та Хафуз (крим. Hafuz) почалося будівництво суднобудівного заводу «Море» та робітничого селища для його працівників під назвою Південна Точка (рос. Южная Точка).
У 1952 році Південну Точку та Хафуз об'єднали у селище міського типу під назвою Приморський. До 10 серпня 1954 року (точна дата невідома) до молодого містечка приєднали село Дальні Комиші, яке нині є південно-західною околицею поселення.

### Сучасність
З 2014 року перебуває під тимчасовою окупацією Росією. З 2024 року, внаслідок скасування поняття «селище міського типу», є селищем.

## Економіка
На теренах містечка розташований суднобудівний завод — ВО «Море».

## Інфраструктура
У Приморському діють 3 загальноосвітніх школи, ПТУ, філіал Керченського судномеханічного технікуму; поліклініка, стаціонар з терапевтичним відділенням, пункт швидкої допомоги, численні бази відпочинку, приватні пансіонати, готелі.

## Освіта
У Приморському працювали 3 середні школи: № 7, № 11 і № 20. Окрім закладів загальної освіти у селищі також працювали:
- Дитячо-юнацька спортивна школа № 2 і спортивний комплекс «Море»
- Дитяча музична школа (при палаці культури «Бриз»)
- Дитяча художня школа імені Максимиляна Волошина

## Культура
У Приморському працює палац культури «Бриз», при якому діють численні гуртки як для дітей, так і для дорослих людей.
У селищі діє церква Миколи Чудотворця. Збудована у 1990-их роках на місці занедбаного кладовища при грецькій церкві, що була зруйнована у 1920-их роках. Біля церкви знаходиться військове поховання, де захоронені загиблі у Другій Світовій війні.
Також у Приморському діє Аджиґольська мечеть (крим. Accıgöl Camisi), що також була збудована у 1990-их роках. Знаходиться у західній частині поселення.

## Особистості
- Сергій Сімінін (1987) — український футболіст, захисник.
- Король Петро Олексійович (1997—2022) — український військовослужбовець, оборонець Маріуполя [7][8]

## Світлини

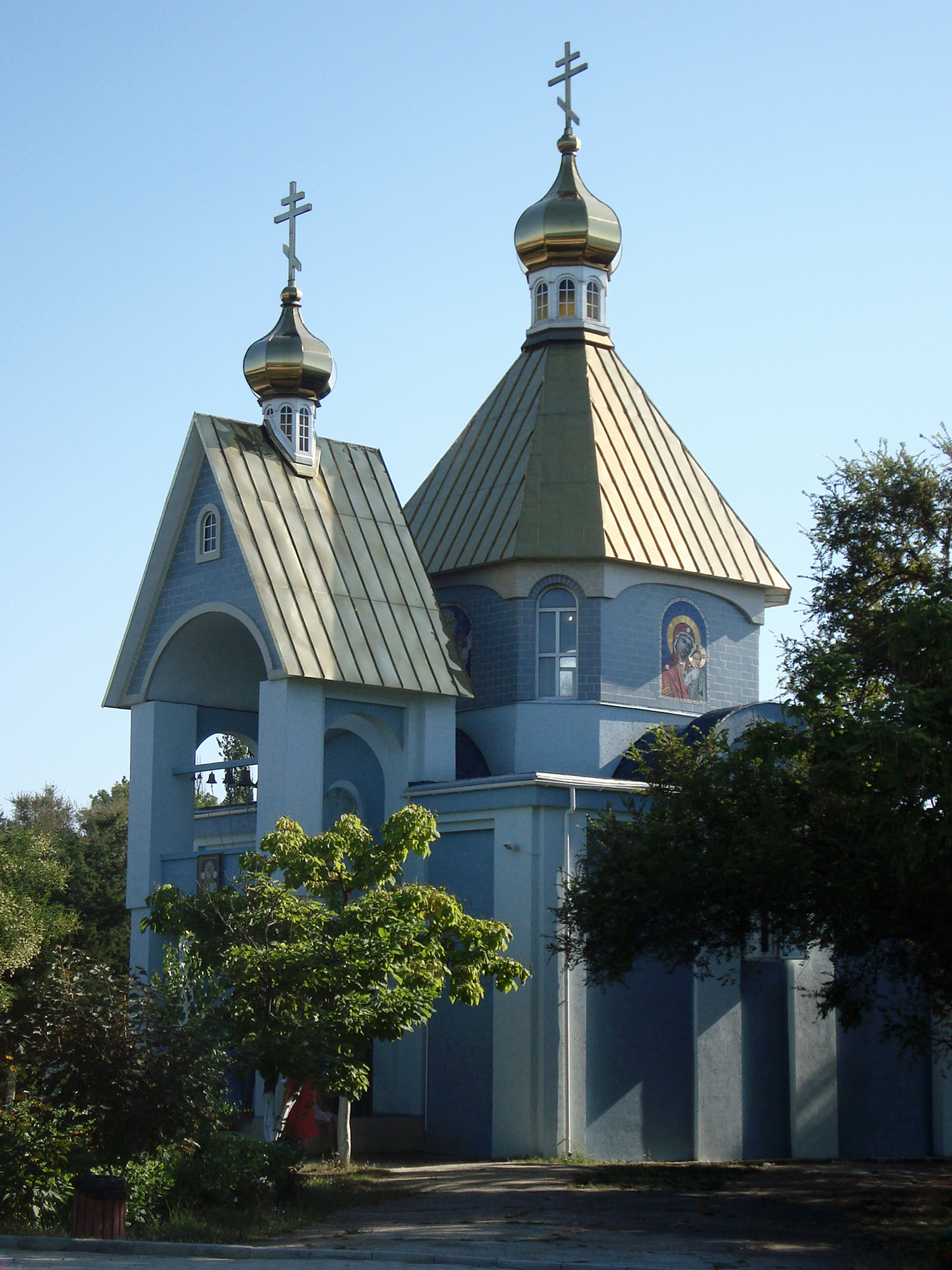
Церква Миколи Чудотворця
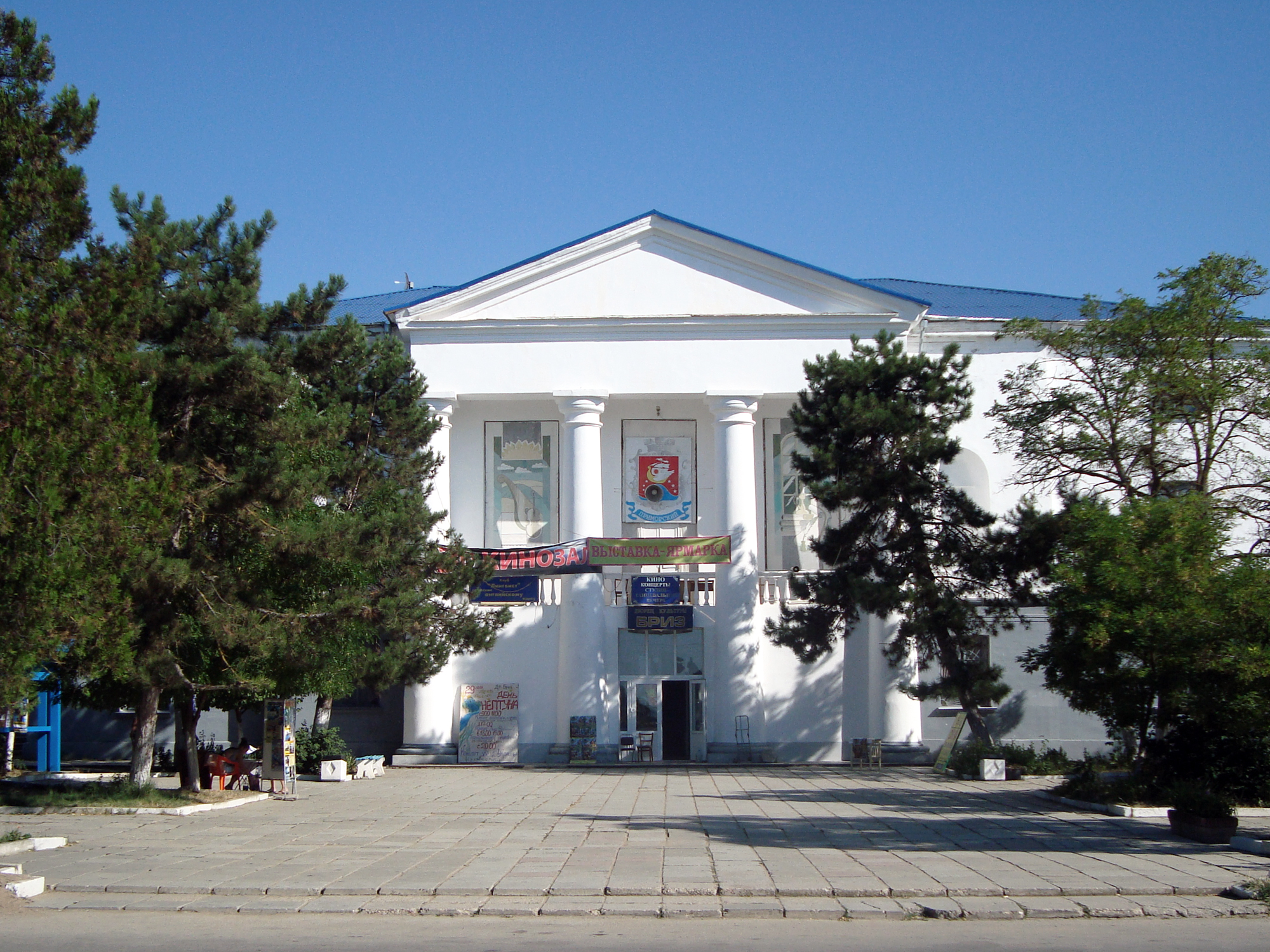
Вхід до Палацу культури «Бриз»
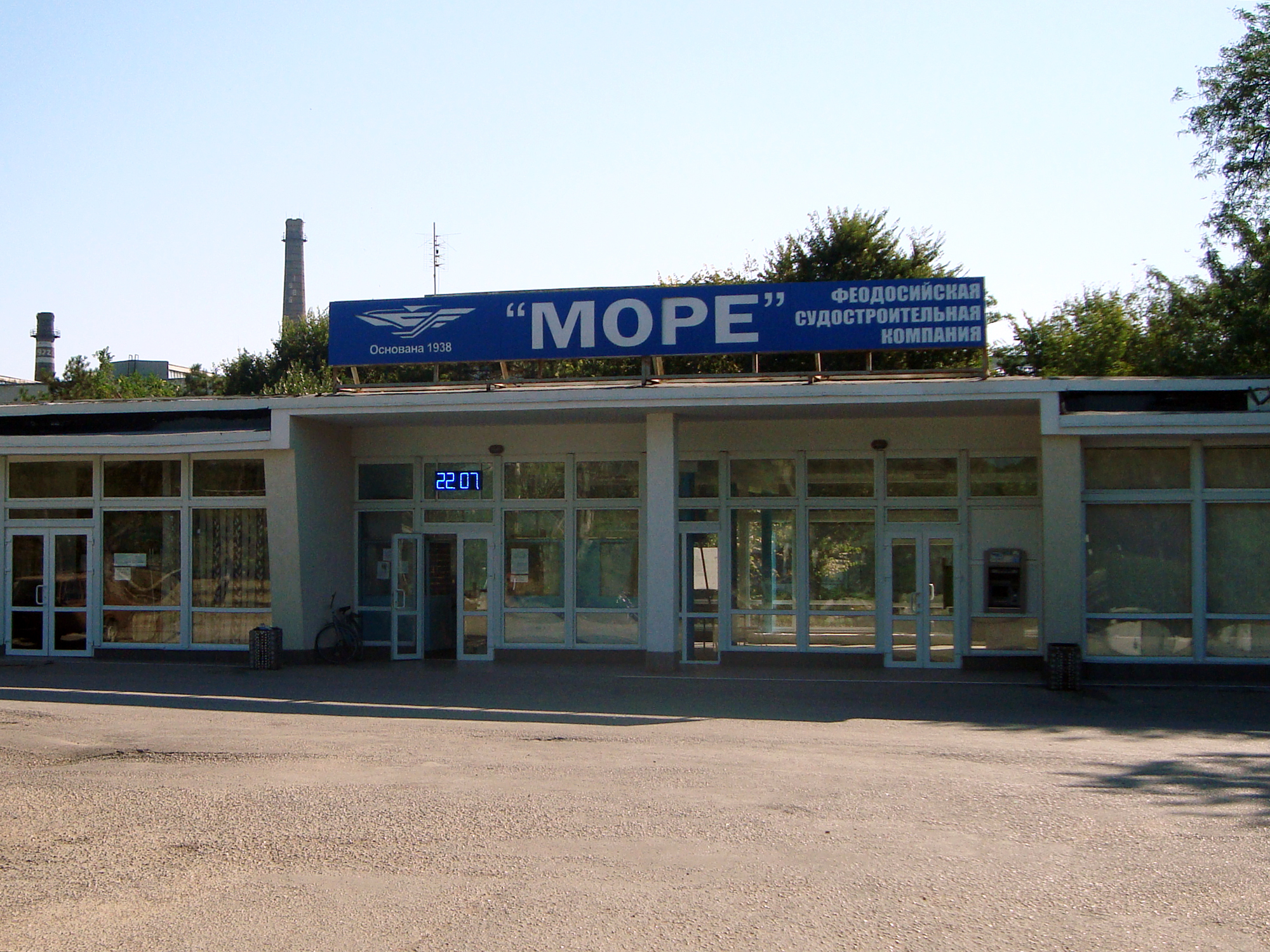
Прохідна виробничого об'єднання «Море»